# Luc Donckerwolke

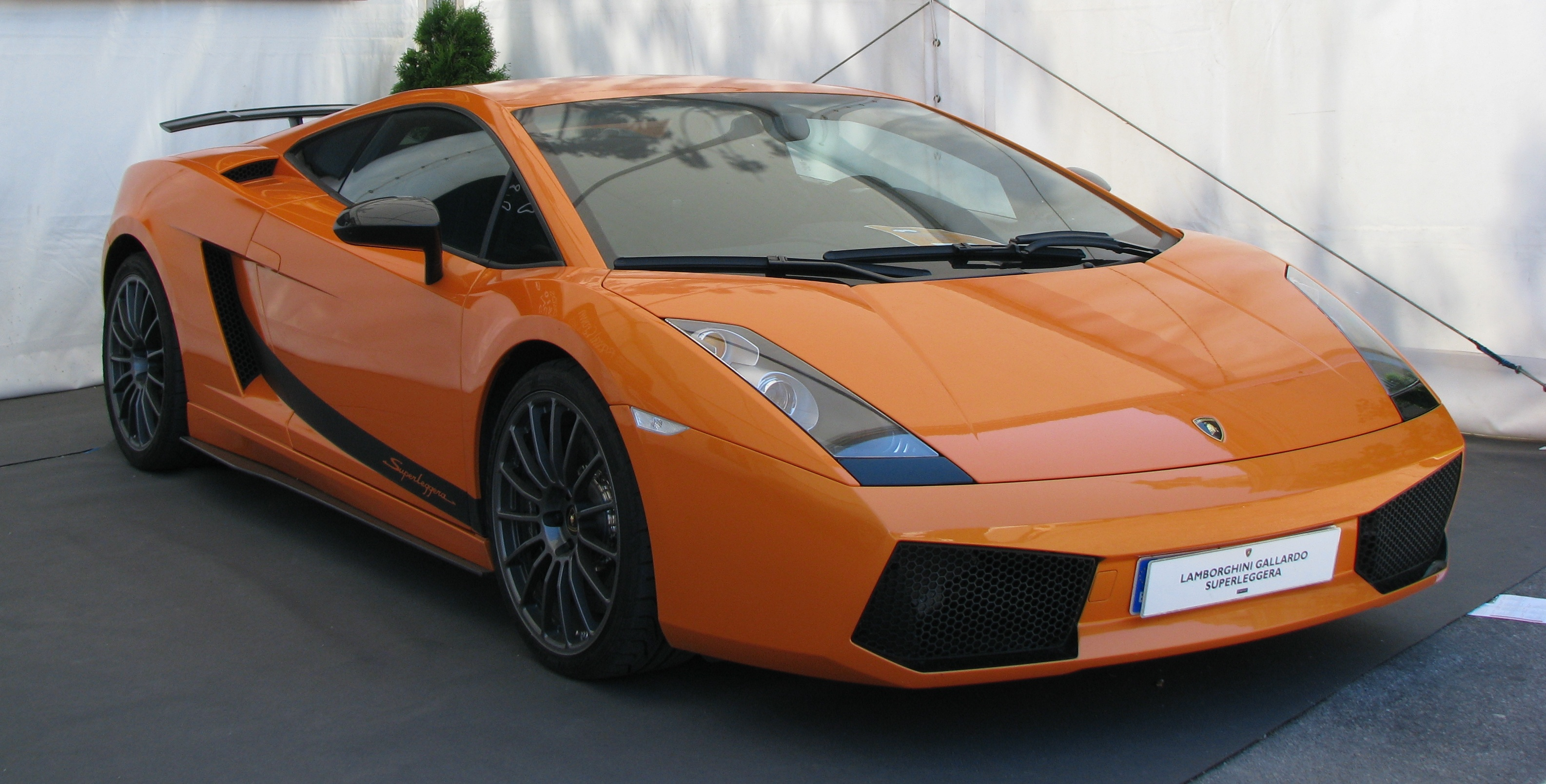
Lamborghini Gallardo Superleggera

Luc Donckerwolke (19 de junio de 1965) es un diseñador de automóviles belga. Actualmente se desempeña como jefe de diseño avanzado del Grupo Volkswagen.

## Biografía

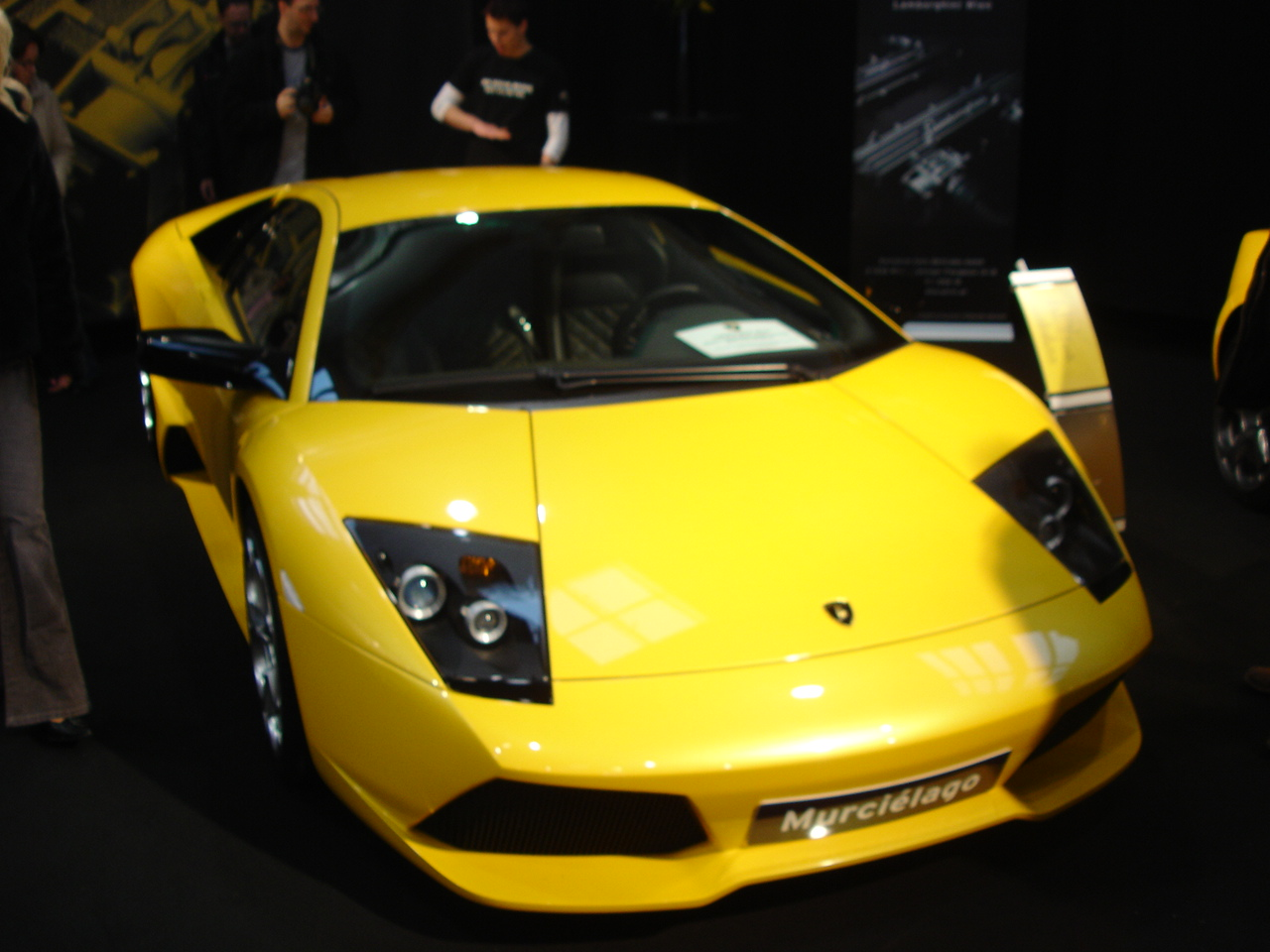
Lamborghini Murciélago LP640

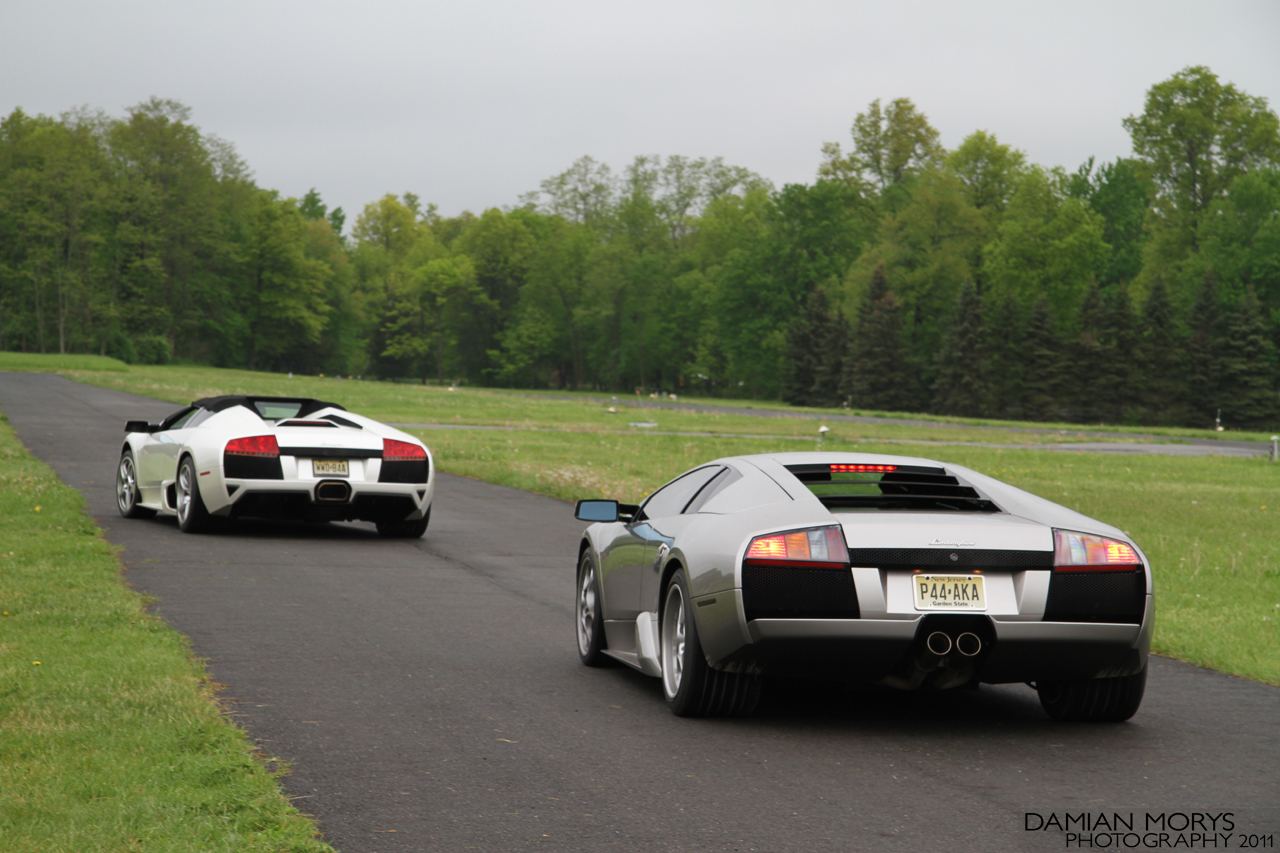
Vista trasera de un Lamborghini Murciélago

Donckerwolke estudió Ingeniería industrial en Bruselas y Diseño del Transporte en Vevey, Suiza.
Sus pasatiempos incluyen carreras de motos, autos antiguos, las culturas extranjeras y el aprendizaje de lenguas. Habla italiano, francés, español, inglés, alemán, neerlandés.
Donckerwolke comenzó su carrera de diseño en 1990 con Peugeot en Francia. En 1992 se trasladó a Ingolstadt para una temporada 2 años en Audi Design. De 1994 a 1996 trabaja en el Centro de Diseño de Skoda Mlada Boleslav en la República Checa, donde contribuyó al diseño del Skoda Octavia 1996 y 1999, así como el Škoda Fabia. 
Después de Škoda regresó a Audi como responsables del departamento desarrollo conceptuales. Durante este tiempo trabajó en el Audi A4 Avant y el Audi R8 de Le Mans Racer, también fue responsable de diseñar el concepto Audi A2 reconocido en el momento por ser un auto innovador y adelantado a su tiempo. 
Pasó a jefe de diseño de Lamborghini a partir de 1998, donde fue responsable del Lamborghini Diablo VT 6.0 (2001), Lamborghini Murciélago (2002), Lamborghini Gallardo (2004), ganando el 'Red Dot Award' en 2003 en reconocimiento por su trabajo en ellos. También trabajó con Walter da Silva en el desarrollo del diseño del Lamborghini Miura Concept (2006). 
En septiembre de 2005, fue nombrado director de diseño de SEAT en sustitución de Walter de Silva, quien fue ascendido para supervisar el diseño de todo el Grupo Audi. Su primera contribución visible para SEAT fue el prototipo SEAT Tribu, presentado en el Salón del Automóvil de Fráncfort 2007. En 2008 salió al mercado su primer vehículo de producción para SEAT, el SEAT Ibiza IV, que se ha convertido en un superventas en España y Portugal, así como en algunos países del centro de Europa, gracias a su diseño complejo, agresivo y juvenil. Las versiones FR, Cupra y ST también han sido obra suya, y también ha sido el encargado de realizar las reestilizaciones del León II, Altea y Altea XL. Sus dos últimas creaciones han sido derivados de otros modelos del grupo VAG, el Exeo, que deriva del Audi A4 de tercera generación, y el Alhambra, hermano gemelo (salvo en grupos ópticos y parrillas) del último Volkswagen Sharan.
En cuanto a prototipos, en el Salón del Automóvil de Ginebra 2009 se presentó el IBE Concept, un hatchback eléctrico que podría salir a la luz en unos años, aunque posiblemente su principal función fuese anticipar la línea de los próximos modelos de SEAT. En el Salón del Automóvil de París 2010 fue mostrado con un diseño más avanzado y con interior, aunque sigue siendo un prototipo. En el Salón del Automóvil de Ginebra de 2011, presentó su última obra para la empresa española, el SEAT IBX Concept.
En agosto de 2011 asumió la dirección del diseño avanzado de todo el consorcio. Su puesto en SEAT lo ocupó Alejandro Mesonero-Romanos.

## Diseños
- Škoda Octavia (1996)
- Škoda Fabia (1999)
- Audi A2 (1999)
- Audi A4 Avant (2001)
- Lamborghini Diablo VT 6.0 (2001)
- Lamborghini Murciélago (2002)
- Lamborghini Gallardo (2003)
- Audi R8 Le Mans Racer (2006)
- SEAT Tribu (2007)
- SEAT Ibiza (2008)
- Hyundai Kona (2017)